# Mistrzostwa Ameryki Południowej w Piłce Siatkowej Mężczyzn 2021
XXXIV Mistrzostwa Ameryki Południowej w Piłce Siatkowej Mężczyzn odbyły się w brazylijskiej Brasíli pomiędzy 1 a 5 września 2021 roku. Turniej pełnił rolę kwalifikacji do Mistrzostw Świata 2022.
Tytułu sprzed dwóch lat obroniła reprezentacja Brazylii.

## System rozgrywek
W turnieju pięć drużyn rozegrało ze sobą po jednym meczu systemem kołowym. Pozycja każdej reprezentacji po zakończeniu fazy grupowej była jednocześnie pozycją w końcowej klasyfikacji.
Za zwycięstwo drużyna otrzymywała 3 punkty (3:0 lub 3:1) lub 2 punkty (3:2), a za porażkę 1 punkt (2:3) lub 0 punktów (1:3 lub 0:3).
O kolejności w tabeli decydowały kolejno: 
- liczba wygranych meczów,
- liczba punktów,
- stosunek setów,
- stosunek małych punktów
- wynik meczów bezpośrednich.

Mistrz i Wicemistrz Ameryki Południowej otrzymał kwalifikację na Mistrzostwa Świata 2022.

## Drużyny uczestniczące
- Argentyna
- Brazylia
- Chile
- Kolumbia
- Peru

## Rozgrywki
| Lp. | Drużyna   | Mecze | Mecze   | Mecze   | Pkt | Sety | Sety | Sety   | Małe punkty | Małe punkty | Małe punkty |
| Lp. | Drużyna   | M     | W (3:2) | P (2:3) | Pkt | wyg. | prz. | ratio  | zdob.       | str.        | ratio       |
| --- | --------- | ----- | ------- | ------- | --- | ---- | ---- | ------ | ----------- | ----------- | ----------- |
| 1   | Brazylia  | 4     | 4 (0)   | 0 (0)   | 12  | 12   | 1    | 12.000 | 324         | 250         | 1.296       |
| 2   | Argentyna | 4     | 3 (0)   | 1 (0)   | 9   | 10   | 4    | 2.500  | 325         | 292         | 1.113       |
| 3   | Chile     | 4     | 2 (0)   | 2 (0)   | 6   | 7    | 7    | 1.000  | 315         | 308         | 1.023       |
| 4   | Kolumbia  | 4     | 1 (0)   | 3 (0)   | 3   | 4    | 10   | 0.400  | 296         | 325         | 0.911       |
| 5   | Peru      | 4     | 0 (0)   | 4 (0)   | 0   | 1    | 12   | 0.083  | 238         | 323         | 0.737       |

Źródło: voleysur.org
Punktacja: 3:0 i 3:1 – 3 pkt; 3:2 – 2 pkt; 2:3 – 1 pkt; 1:3 i 0:3 – 0 pkt
Zasady ustalania kolejności: 1. liczba zwycięstw; 2. liczba punktów; 3. stosunek setów; 4. stosunek małych punktów; 5. bilans w bezpośrednich meczach
| Data      | Godz. | Drużyna 1 | Wynik | Drużyna 2 | 1     | 2     | 3     | 4     | 5 | Widzów | *  |
| --------- | ----- | --------- | ----- | --------- | ----- | ----- | ----- | ----- | - | ------ | -- |
| 1.09.2021 | 16:30 | Argentyna | 3:0   | Kolumbia  | 25:20 | 25:19 | 25:17 |       |   |        | 1  |
| 1.09.2021 | 19:00 | Peru      | 0:3   | Brazylia  | 12:25 | 19:25 | 18:25 |       |   |        | 2  |
|           |       |           |       |           |       |       |       |       |   |        |    |
| 2.09.2021 | 16:30 | Chile     | 3:0   | Peru      | 25:23 | 25:22 | 25:13 |       |   |        | 3  |
| 2.09.2021 | 19:00 | Brazylia  | 3:0   | Kolumbia  | 25:20 | 25:22 | 25:21 |       |   |        | 4  |
|           |       |           |       |           |       |       |       |       |   |        |    |
| 3.09.2021 | 16:30 | Peru      | 0:3   | Argentyna | 20:25 | 21:25 | 12:25 |       |   |        | 5  |
| 3.09.2021 | 19:00 | Chile     | 0:3   | Brazylia  | 22:25 | 18:25 | 19:25 |       |   |        | 6  |
|           |       |           |       |           |       |       |       |       |   |        |    |
| 4.09.2021 | 13:00 | Kolumbia  | 3:1   | Peru      | 25:21 | 25:17 | 23:25 | 25:15 |   |        | 7  |
| 4.09.2021 | 10:00 | Argentyna | 3:1   | Chile     | 25:16 | 21:25 | 25:21 | 25:22 |   |        | 8  |
|           |       |           |       |           |       |       |       |       |   |        |    |
| 5.09.2021 | 13:00 | Kolumbia  | 1:3   | Chile     | 25:22 | 17:25 | 22:25 | 15:25 |   |        | 9  |
| 5.09.2021 | 10:00 | Brazylia  | 3:1   | Argentyna | 25:17 | 24:26 | 25:18 | 25:18 |   |        | 10 |

## Klasyfikacja końcowa
| Miejsce | Reprezentacja | Uwagi                            |
| ------- | ------------- | -------------------------------- |
| złoto   | Brazylia      | Awans na Mistrzostwa Świata 2022 |
| srebro  | Argentyna     | Awans na Mistrzostwa Świata 2022 |
| brąz    | Chile         |                                  |
| 4.      | Kolumbia      |                                  |
| 5.      | Peru          |                                  |

## Nagrody indywidualne
| MVP           | Najlepszy atakujący | Najlepsi przyjmujący                  | Najlepsi środkowi          | Najlepszy rozgrywający | Najlepszy libero |
| ------------- | ------------------- | ------------------------------------- | -------------------------- | ---------------------- | ---------------- |
| Bruno Rezende | Liberman Agámez     | Ricardo Lucarelli Vicente Parraguirre | Agustín Loser Martín Ramos | Bruno Rezende          | Santiago Danani  |

## Źródła
- Podsumowanie turnieju na oficjalnej stronie CSV. voleysur.org. [dostęp 2021-09-09]. (hiszp.).